# Andrew Mangiapane
Andrew Mangiapane (* 4. dubna 1996) je profesionální kanadský hokejový útočník hrající v týmu Washington Capitals v severoamerické NHL. V roce 2015 byl draftován klubem Calgary Flames v 6. kole jako 166. celkově. S kanadskou reprezentací se stal mistrem světa v roce 2021. K zisku titulu přispěl sedmi góly a čtyřmi asistencemi.

## Statistiky

### Klubové statistiky
| Sezóna      | Klub                | Soutěž      |     | Základní část | Základní část | Základní část | Základní část | Základní část |    | Play off | Play off | Play off | Play off | Play off |
| Sezóna      | Klub                | Soutěž      | Z   | G             | A             | B             | TM            | Z             | G  | A        | B        | TM       |          |          |
| 2013–14     | Barrie Colts        | OHL         | 68  | 24            | 27            | 51            | 28            | 11            | 2  | 5        | 7        | 8        |          |          |
| 2014–15     | Barrie Colts        | OHL         | 68  | 43            | 61            | 104           | 54            | 9             | 6  | 4        | 10       | 12       |          |          |
| 2015–16     | Barrie Colts        | OHL         | 59  | 51            | 55            | 106           | 50            | 15            | 10 | 11       | 21       | 14       |          |          |
| 2016–17     | Stockton Heat       | AHL         | 66  | 20            | 21            | 41            | 64            | 5             | 1  | 2        | 3        | 2        |          |          |
| 2017–18     | Stockton Heat       | AHL         | 39  | 21            | 25            | 46            | 20            | —             | —  | —        | —        | —        |          |          |
| 2017–18     | Calgary Flames      | NHL         | 10  | 0             | 0             | 0             | 2             | —             | —  | —        | —        | —        |          |          |
| 2018–19     | Stockton Heat       | AHL         | 15  | 9             | 8             | 17            | 20            | —             | —  | —        | —        | —        |          |          |
| 2018–19     | Calgary Flames      | NHL         | 44  | 8             | 5             | 13            | 12            | 5             | 1  | 0        | 1        | 0        |          |          |
| 2019–20     | Calgary Flames      | NHL         | 68  | 17            | 15            | 32            | 18            | 10            | 2  | 3        | 5        | 6        |          |          |
| 2020–21     | Calgary Flames      | NHL         | 56  | 18            | 14            | 32            | 24            | —             | —  | —        | —        | —        |          |          |
| 2021–22     | Calgary Flames      | NHL         | 82  | 35            | 20            | 55            | 38            | 12            | 3  | 3        | 6        | 10       |          |          |
| 2022–23     | Calgary Flames      | NHL         | 82  | 17            | 26            | 43            | 40            | —             | —  | —        | —        | —        |          |          |
| 2023–24     | Calgary Flames      | NHL         | 75  | 14            | 26            | 40            | 47            | —             | —  | —        | —        | —        |          |          |
| 2024–25     | Washington Capitals | NHL         | 81  | 14            | 14            | 28            | 24            | 10            | 1  | 1        | 2        | 14       |          |          |
| NHL celkově | NHL celkově         | NHL celkově | 498 | 123           | 120           | 243           | 205           | 37            | 7  | 7        | 14       | 30       |          |          |

### Reprezentační statistiky
| Rok     | Tým     | Soutěž  | Z  | G | A  | B  | TM |
| ------- | ------- | ------- | -- | - | -- | -- | -- |
| 2021    | Kanada  | MS      | 7  | 7 | 4  | 11 | 0  |
| 2024    | Kanada  | MS      | 10 | 1 | 6  | 7  | 2  |
| Celkově | Celkově | Celkově | 17 | 8 | 10 | 18 | 2  |